# Brachybaenus
Brachybaenus is een geslacht van rechtvleugeligen uit de familie Gryllacrididae. De wetenschappelijke naam van dit geslacht is voor het eerst geldig gepubliceerd in 1937 door Karny.

## Soorten
Het geslacht Brachybaenus omvat de volgende soorten:
- Brachybaenus ablutus Brunner von Wattenwyl, 1888
- Brachybaenus atricula Saussure & Pictet, 1897
- Brachybaenus bahiensis Karny, 1937
- Brachybaenus bimucronatus Karny, 1929
- Brachybaenus cubensis Brunner von Wattenwyl, 1888
- Brachybaenus curvicauda Karny, 1935
- Brachybaenus cyclops Saussure & Pictet, 1897
- Brachybaenus diraphidura Karny, 1931
- Brachybaenus longstaffi Griffini, 1909
- Brachybaenus mediocubitalis Karny, 1929
- Brachybaenus navicula Brunner von Wattenwyl, 1888
- Brachybaenus panamensis Kirby, 1906
- Brachybaenus pictus Brunner von Wattenwyl, 1888
- Brachybaenus roseiceps Ander, 1936
- Brachybaenus rubrinervosus Serville, 1838
- Brachybaenus studti Griffini, 1911
- Brachybaenus tapienoides Karny, 1928
- Brachybaenus titschaki Karny, 1935
- Brachybaenus trimucronatus Karny, 1929